# Afidas (filho de Arcas)
Afeidas ou Afidas, na mitologia grega, foi rei da região onde mais tarde seria fundada Tégea (por seu filho Aleu).
Arcas, filho de Calisto e Zeus, foi um rei da Arcádia. Ele teve um filho ilegítimo Autolau, e, de seu casamento com a dríade Erato, os filhos Azan, Afidas e Élato. outras versões mencionam apenas dois filhos de Arcas, Élato e Afidas, sendo que a mãe deles poderia ser Leanira, filha de Amiclas, Meganira, filha de Croco ou a ninfa Crisopélia. Quando seus filhos cresceram, Arcas dividiu a Arcádia entre os três (ou dois), cabendo a Azania para Azan, a região de Tégea para Afidas  e o Monte Cilene para Élato, mas Élato tinha todo o poder.
Afeidas teve um filho chamado de Aleu, que herdou a sua parte da Arcádia, e uma filha Estebeneia, que se casou com Preto.
Árvore genealógica baseada em Pausânias (geógrafo)